# Maraghei (Sprache)
Maraghei (Tati: مراغی oder مراقی) ist ein Dialekt von Tati (Iranisch-Azeri), der in der iranischen Provinz Gilan und Qazvin gesprochen wird. Maraghei ist auch eng mit Talisch, Koresh-e Rostam und Gozarkhani verwandt. Ein gesprochener Dialekt ist Dikini, es gibt auch diverse andere Dialekte. Die persische Schrift wird verwendet.